# La Tentación
La Tentación es una localidad uruguaya del departamento de Paysandú, y forma parte del municipio de Porvenir.

## Ubicación
La localidad se encuentra situada en la zona suroeste del departamento de Paysandú, al oeste del arroyo del Gato Grande, sobre el camino que une la ciudad de Paysandú con el Paso de Las Barrancas en el arroyo Gato y empalme con el camino vecinal a ruta 90. Se accede además desde ruta 3 en su km 336.

## Población
Según el censo de 2011 la localidad contaba con una población de 137 habitantes.
| 95            | 123 | 166 | 171 | 148 | 137 |
| (Fuente: INE) |     |     |     |     |     |